# Edwin van de Graaf
Edwin van de Graaf (Leidschendam, 16 mei 1983) is een Nederlands voetbalscheidsrechter en politieagent. Hij maakte zijn debuut als scheidsrechter in het betaald voetbal in 2010 bij de wedstrijd Fortuna Sittard – AGOVV Apeldoorn.
In augustus 2011 kwam hij in het nieuws toen hij na afloop van de wedstrijd FC Oss – Almere City FC (3–4) op het veld meermaals aangereden werd door een bejaarde Oss-supporter in een scootmobiel.
Op de laatste speeldag van seizoen 2013/2014, zaterdag 3 mei, maakte hij zijn debuut in de Eredivisie in Leeuwarden bij SC Cambuur tegen ADO Den Haag.